# Nancy Carroll (Schauspielerin, 1903)

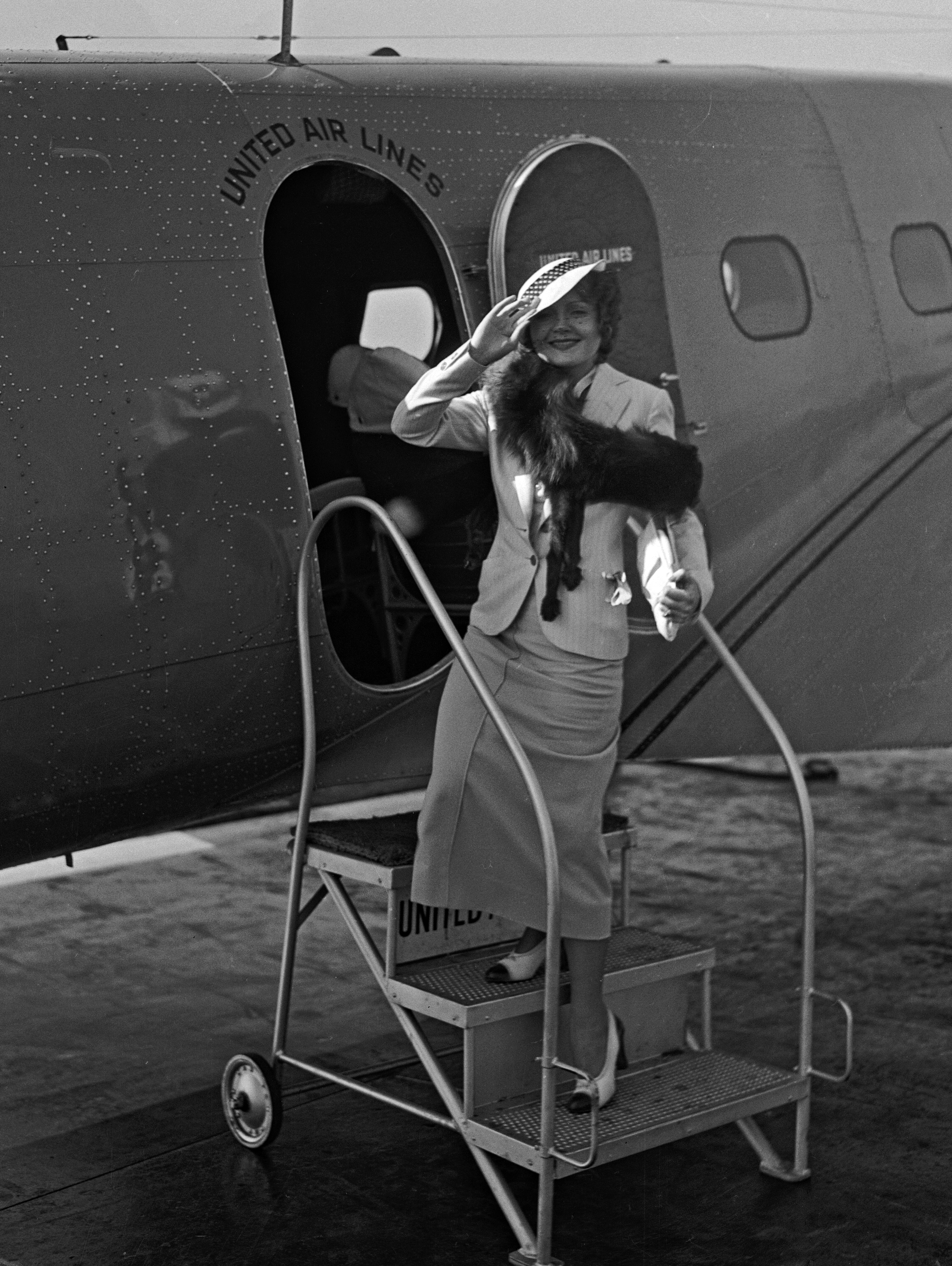
Nancy Carroll (1935)

Nancy Carroll (* 19. November 1903 in New York City, New York; † 6. August 1965 ebenda; eigentlich Ann Veronica LaHiff) war eine US-amerikanische Schauspielerin. Sie war eine populäre Darstellerin der frühen Tonfilmzeit.

## Leben
Nany Carroll hatte bereits einige Erfahrung als Tänzerin am Broadway, als sie 1927 von Paramount unter Vertrag genommen wurde. Sie drehte anfangs nur in den New Yorker Astoria Studios und wurde in der Zeit des Umbruchs vom Stummfilm zum Tonfilm rasch zu einer der beliebtesten Darstellerinnen. Das Studio baute die rothaarige, temperamentvolle Carroll als Nachfolgerin von Clara Bow auf, die durch Gewichtsprobleme und ihr schwieriges Privatleben zunehmend zur Belastung wurde.
Carroll wurde dank Auftritten in Close Harmony und The Dance of Life zu Paramounts erstem Musicalstar und bekam Anfang 1930 mehr Fanpost als jeder andere Star in Hollywood. Nachdem sie zunächst oft neben Charles „Buddy“ Rogers aufgetreten war, fand sie in Phillips Holmes schließlich ihren perfekten Filmpartner. Die beiden hatten mit The Devil’s Holiday einen großen finanziellen Erfolg, und Carroll wurde für ihre Darstellung einer Kleinkriminellen, die mit einem Taschendieb glückliche Stunden verlebt, für den Oscar nominiert. Sie verlor sehr knapp gegen Norma Shearer.
Die Zusammenarbeit zwischen den Studiochefs und Carroll war nicht einfach; die Schauspielerin wurde oft suspendiert, da sie mit den Rollenangeboten nicht zufrieden war. Nach viel öffentlichem Streit stimmte sie am Ende zu, 1932 in Ernst Lubitschs Kriegsheimkehrerdrama Der Mann, den sein Gewissen trieb ein letztes Mal neben Holmes aufzutreten. Der Film wurde zu einem solchen Misserfolg, dass Lubitsch danach nie wieder ein ernstes Thema für einen seiner Filme wählte. 
Carroll drehte noch einen interessanten Film bei Paramount, Hot Saturday, der Cary Grant mehr Szenen gab als ihr, um danach bei anderen Studios ihr Glück zu versuchen. Ihre Karriere ebbte gegen Mitte der Dekade ab und nach zwei kleinen Nebenrollen 1938 zog sie sich aus Hollywood zurück. Sie arbeitete in den folgenden Jahren als Theaterschauspielerin und trat ab den frühen 1950er-Jahren auch in einigen Produktionen des jungen amerikanischen Fernsehens auf.
Carroll, die dreimal verheiratet war, ist ein Stern auf dem Hollywood Walk of Fame gewidmet.

## Filmografie
- 1927: Ladies Must Dress
- 1928: Mr. Romeo
- 1928: Dreimal Hochzeit (Abie’s Irish Rose)
- 1928: Easy Come, Easy Go
- 1928: Chicken a La King
- 1928: The Water Hole
- 1928: Manhattan Cocktail
- 1928: Liebeslüge (The Shopworn Angel)
- 1929: Börsenfieber (The Wolf of Wall Street)
- 1929: Sin Sister
- 1929: Close Harmony
- 1929: Artisten (The Dance of Life)
- 1929: Illusion
- 1929: Sweetie
- 1930: Two Against Death
- 1930: Paramount-Parade (Paramount on Parade)
- 1930: Dangerous Paradise
- 1930: Honey
- 1930: The Devil’s Holiday
- 1930: Laughter
- 1930: Follow Thru
- 1931: Die Flucht vor dem Kerker (Stolen Heaven)
- 1931: Night Angel
- 1931: Personal Maid
- 1931: Der Mann, den sein Gewissen trieb (Broken Lullaby)
- 1932: Wayward
- 1932: Hot Saturday
- 1932: Scarlet Dawn
- 1932: Under-Cover Man
- 1933: Child of Manhattan
- 1933: The Woman Accused
- 1933: The Kiss Before the Mirror
- 1933: I Love That Man
- 1934: Springtime for Henry
- 1934: Transatlantic Merry-Go-Round
- 1934: Jealousy
- 1935: I’ll Love You Always
- 1935: After the Dance
- 1935: Atlantic Adventure
- 1938: Millionärin auf Abwegen (There Goes My Heart)
- 1938: That Certain Age